# Pterisanthes sumatrana
Pterisanthes sumatrana är en vinväxtart som beskrevs av A. Latiff. Pterisanthes sumatrana ingår i släktet Pterisanthes och familjen vinväxter. Inga underarter finns listade i Catalogue of Life.